# Harcmistrz (czasopismo)
Harcmistrz – miesięcznik i kwartalnik Związku Harcerstwa Polskiego wydawany w Poznaniu, a następnie od 1921 w Warszawie. Nazwa pisma nawiązywała do jednego z najwyższych stopni instruktorskich w harcerstwie – harcmistrza.
Od 1919 czasopismo nosiło podtytuł Organ Urzędowy Naczelnej Rady Harcerskiej i Naczelnego Inspektoratu Harcerskiego. Od 1921 dodano podtytuł Organ Naczelnictwa Związku Harcerstwa Polskiego. Wydawanie zakończono w 1933. W jego miejsce powołano kwartalnik „Harcerstwo”.
Główna Kwatera Harcerzy Związku Harcerstwa Polskiego działającego poza granicami Kraju wydawała w Londynie w latach 1949–1950 dwumiesięcznik dyskusyjno-programowy o tym samym tytule.

## Redaktorzy
- Konrad Chmielewski
- Tadeusz Strumiłło
- Stanisław Sedlaczek – współredaktor od 1924, redaktor w latach 1927–1933